# Gurpe naturreservat
Gurpe naturreservat är ett naturreservat i Region Gotland på Gotland.
Området är naturskyddat sedan 2025 och är 20 hektar stort. Reservatet består av barrskogar på kalkrik mark, kalkgräsmarker och nordiska alvar. 